# Єсеро
Єсеро (ісп. Yésero) — муніципалітет в Іспанії, у складі автономної спільноти Арагон, у провінції Уеска. Населення — 77 осіб (2009).
Муніципалітет розташований на відстані близько 380 км на північний схід від Мадрида, 55 км на північ від Уески.

## Демографія
Динаміка населення (INE ):